# Tomistoma
A Tomistoma a hüllők (Reptilia) osztályának krokodilok (Crocodilia) rendjébe, ezen belül a gaviálfélék (Gavialidae) családjába tartozó nem.

## Rendszerezés
A nembe az alábbi 3 vagy 5 faj tartozik:
- †Tomistoma cairense
- ?†Tomistoma lusitanicum vagy Tomistoma lusitanica
- †Tomistoma petrolicum vagy Tomistoma petrolica
- Szunda-krokodil (Tomistoma schlegelii) S. Müller, 1838
- ?†Tomistoma tandoni

## Jegyzetek

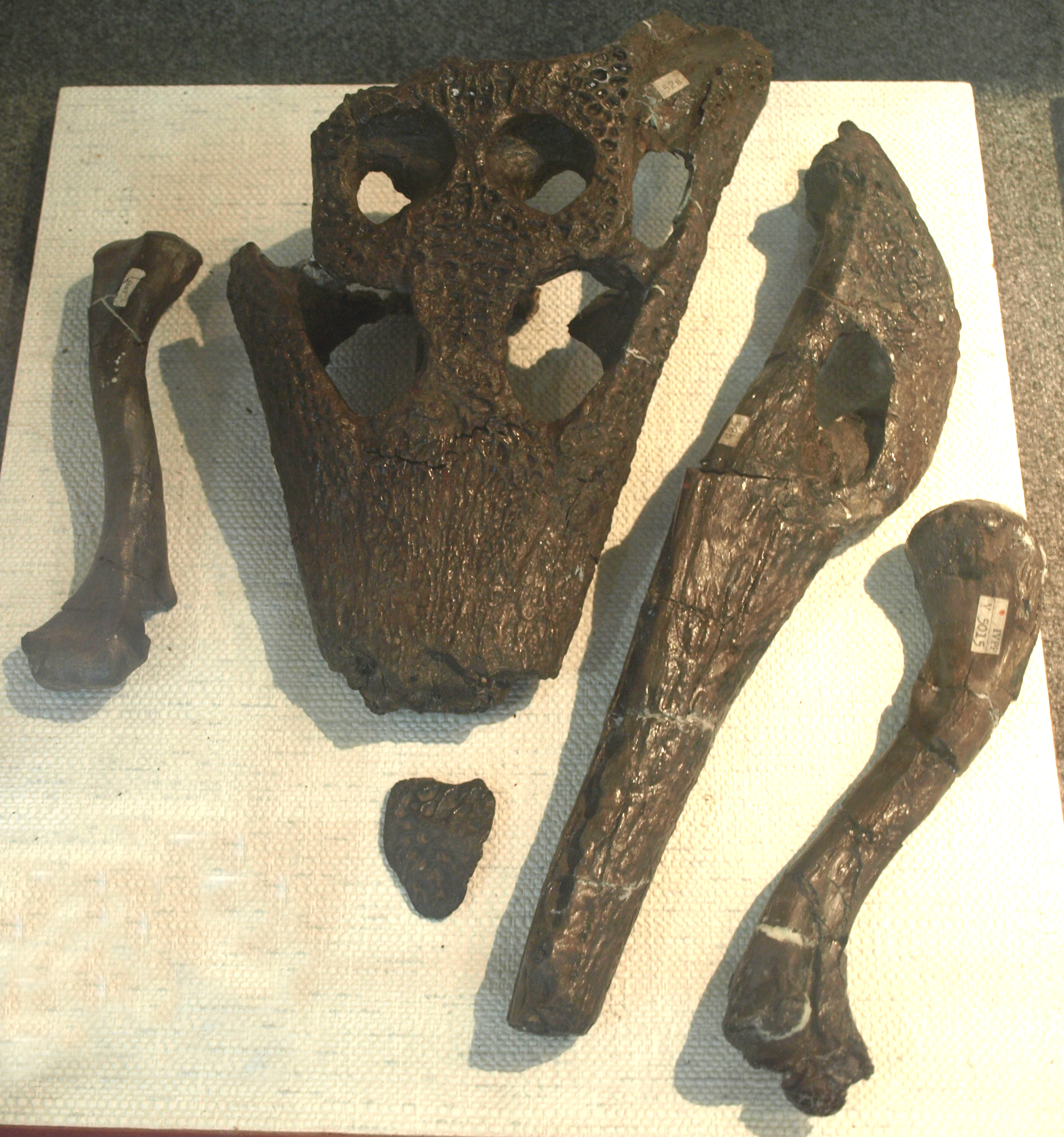
A Kínában felfedezett Tomistoma petrolica maradványai

## Fordítás
- Ez a szócikk részben vagy egészben  a   Tomistominae című angol Wikipédia-szócikk ezen változatának fordításán alapul.  Az eredeti cikk szerkesztőit annak laptörténete sorolja fel. Ez a jelzés csupán a megfogalmazás eredetét és a szerzői jogokat jelzi, nem szolgál a cikkben szereplő információk forrásmegjelöléseként.